# 道の駅おのこ
道の駅おのこ（みちのえき おのこ）は、群馬県渋川市にある国道353号の道の駅である。

## 施設
2006年（平成18年）にトイレが移設され新しくなり、駐車場スペースも広くなった。
- 駐車場（小型車48台、大型車2台、身体障害者用2台）
- トイレ（男5、女4、身体障害者用1）
- 公衆電話
- 物産販売施設
- 食堂
- ミニ広場

## 道路
- 国道353号

## 駅周辺

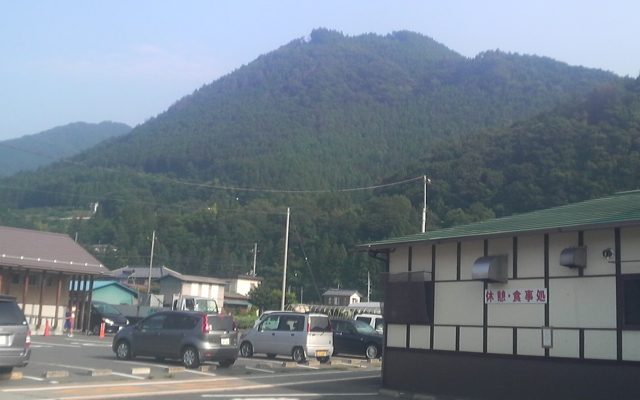
富士山を望む

- 渋川市小野上総合支所
- 渋川市立小野上小学校
- 小野上郵便局
- 吾妻川